# 迈克·斯温
迈克·斯温（英語：Mike Swain，1960年12月21日—），美国男子柔道运动员。他曾代表美国参加1984年、1988年和1992年夏季奥林匹克运动会柔道比赛，其中1988年夏季奥运会获得一枚铜牌。